# Standard Operating Procedure (Film)
Standard Operating Procedure (Alternativtitel: Standard Vorgehensweise) ist ein US-amerikanischer Dokumentarfilm von Errol Morris aus dem Jahr 2008. Er beschäftigt sich mit dem Abu-Ghuraib-Folterskandal und versucht die Geschichte, die zu den weltweit publizierten Bildern von Gefangenenmisshandlungen führte, zu ergründen.

## Inhalt
Standard Operating Procedure versucht mittels Interviews mit den Beteiligten und nachgestellten Spielszenen zu ergründen, welche Umstände zu dem Folterskandal im Militärgefängnis Abu Ghuraib führten und was sich dort genau abspielte. Auch demonstriert der Film, wie es anhand der privat veröffentlichten Bilder von Gefangenenmisshandlungen gelang, die Täter innerhalb der Wachmannschaft zu überführen. Der Filmtitel Standard Operating Procedure, zu deutsch etwa „übliche Vorgehensweise“, spielt auf die Normalität solcher Vorkommnisse im Krieg gegen den Terror an.

## Hintergrund
Standard Operating Procedure startete am 29. Mai 2008 in den deutschen Kinos und erschien am 15. Januar 2009 auf DVD und Blu-ray Disc.

## Kritik
„Mittels formal unprätentiöser "Talking Head"-Interviews, unterbrochen von teils inszenierten Sequenzen, macht der Film deutlich, dass die dokumentierten Foltereien nicht nur die Vergehen einiger weniger waren, sondern als systemimmanente "Standardverfahren" sanktioniert und politisch geduldet waren und sind. Die schiere Wucht des interrogativ gewonnenen Materials lässt dabei formale Schwächen in den Hintergrund treten.“

## Auszeichnungen
Standard Operating Procedure erhielt bei den Internationalen Filmfestspielen Berlin 2008 den Großen Preis der Jury.